# Rovci
Rovci falu Horvátországban Kapronca-Kőrös megyében. Közigazgatásilag Sveti Petar Orehovechez tartozik.

## Fekvése
Kőröstől 16 km-re nyugatra, községközpontjától 11 km-re délnyugatra fekszik.

## Története
A kicsiny falu lakosságát 1931-ben számlálták meg először, ekkor 40-en lakták. 2001-ben 24 lakosa volt.